# Dardan Berisha
Dardan Berisha (ur. 15 listopada 1988 w Peciu) – polski koszykarz pochodzenia kosowskiego, grający na pozycji rzucającego obrońcy, obecnie zawodnik Sigalu Prisztina.
Urodzony w Peciu (ówczesna Jugosławia), syn Polki i Kosowianina. Posiada trzy paszporty: polski, kosowski i chorwacki.

## Kariera klubowa
Treningi koszykarskie rozpoczął w 2001 w klubie ze swego rodzinnego miasta – KB Peja. W 2004 wyjechał do szkółki juniorskiej Cibony Zagrzeb. W 2006 powrócił do klubu z Peciu. W 2007 wyjechał do Hiszpanii, gdzie występował w Cáceres Ciudad del Baloncesto i CB Trujillo (na wypożyczeniu). W tym samym roku został ściągnięty przez Waltera Jeklina do tworzonej przez niego Polonii 2011 Warszawa i latach 2007–2010 był zawodnikiem tego klubu (z którym awansował, a następnie spadł z Polskiej Ligi Koszykówki). 18 maja 2010 podpisał trzyletni kontrakt z Anwilem Włocławek. W 2012 wrócił do Kosowa, podpisując kontrakt z KB Peja. Od 2013 do 2015 występował w kosowskim Sigal Prisztina. W czerwcu 2015 został zawodnikiem Cibony Zagrzeb. W październiku 2015 powrócił do klubu z Prisztiny. 16 sierpnia 2016 został graczem Polfarmexu Kutno. 20 stycznia 2017 opuścił klub, rozwiązując umowę za porozumieniem stron. 18 lutego 2017 podpisał umowę z włoskim Juvecaserta Basket. 5 lipca 2017 zawarł kolejny w swojej karierze kontrakt z Signalem Prisztina.
1 września 2018 dołączył po raz kolejny do kosowskiego Signalu Prisztina.

## Kariera reprezentacyjna

### Polska
W 2008 był zawodnikiem polskiej kadry juniorskiej U-20. 2 sierpnia 2010 roku zadebiutował w seniorskiej reprezentacji Polski, w przegranym 84:65 meczu eliminacji Mistrzostw Europy 2011 przeciwko Gruzji w Tbilisi. Po wywalczeniu awansu, wziął udział w turnieju finałowym tej imprezy, notując średnio 13,2 punktu w 5 spotkaniach (wsławił się zwłaszcza zwycięskim rzutem w końcówce przedostatniego spotkania grupowego z Turcją). W 2013 nie został powołany do kadry na Mistrzostwa Europy w Słowenii przez Dirka Bauermanna. Dwa lata później znalazł uznanie w oczach Mike'a Taylora i przygotowywał się do Mistrzostw Europy we Francji. Jednak po towarzyskim turnieju w Hamburgu, na własne życzenie, opuścił zgrupowanie, rezygnując z gry w reprezentacji Polski. Łącznie rozegrał w niej 43 oficjalne spotkania międzypaństwowe.

### Kosowo
Jako nastolatek występował w - nieuznawanej wówczas przez FIBA - juniorskiej reprezentacji Kosowa. W 2016 otrzymał powołanie do seniorskiej reprezentacji tego kraju, która od dawna starała się o uzyskanie członkostwa w FIBA. Jego gra dla Kosowa nie byłaby jednak możliwa, gdyby nie zgoda Polskiego Związku Koszykówki. Władze PZKosz. nie chciały stawać mu na drodze zwłaszcza, że tamtejsza federacja mocno nalegała na pozytywną opinię w tej kwestii.

## Osiągnięcia
Stan na 1 września 2018, na podstawie, o ile nie zaznaczono inaczej.

### Klubowe
- Mistrz:
  - ligi bałkańskiej (2015, 2016)
  - Chorwacji (2006, 2007)
  - Czech (2018)
  - Kosowa (2004, 2013–2016)
- Zdobywca pucharu:
  - Czech (2018)
  - Kosowa (2014, 2016)
- Finalista Pucharu Polski (2011)

### Indywidualne
(* – nagrody przyznane przez portal eurobasket.com)
- MVP:
  - ligi bałkańskiej (2015)*[19]
  - ligi kosowskiej (2013–2015)
  - finałów ligi kosowskiej (2013–2016)
- Najlepszy:
  - Polski Debiutant PLK (2010)[20]
  - zawodnik występujący na pozycji obrońcy ligi bałkańskiej (2014, 2015)*[21][19]
- Zaliczony do:
  - I składu:
    - I ligi polskiej (2009)[22]
    - ligi bałkańskiej (2014, 2015)*[21][19]

  - II składu PLK (2010 według dziennikarzy)[23]
  - All-Europeans ligi bałkańskiej (2014)*[21]
- Uczestnik meczu gwiazd PLK (2010, 2012)[24]
- Lider strzelców ligi bałkańskiej (2015)[19]

### Reprezentacja
- Uczestnik mistrzostw Europy:
  - 2011 – 17. miejsce)
  - U–20 Dywizji B (2008 – 13. miejsce)

## Statystyki

### W rozgrywkach krajowych
| Sezon     | Drużyna                        | M  | S5 | MPG  | FG%   | 3P%   | FT%   | RPG | APG | SPG | BPG | PPG  |
| --------- | ------------------------------ | -- | -- | ---- | ----- | ----- | ----- | --- | --- | --- | --- | ---- |
| 2007/2008 | Polonia 2011 Warszawa (I liga) | 8  |    | 11,9 | 35,3% | 23,1% | 85,7% | 2,6 | 0,5 | 0,6 | 0,4 | 4,5  |
| 2008/2009 | Polonia 2011 Warszawa (I liga) | 37 |    | 27,4 | 39,8% | 28,1% | 81,2% | 3,6 | 2,9 | 2,1 | 0,5 | 16,1 |
| 2009/2010 | Polonia 2011 Warszawa (PLK)    | 22 | 15 | 28,4 | 43,7% | 35,4% | 90,0% | 3,0 | 3,3 | 1,0 | 0,3 | 15,7 |
| 2010/2011 | Anwil Włocławek (PLK)          | 24 | 0  | 18,0 | 34,7% | 32,6% | 81,4% | 2,0 | 1,4 | 0,4 | 0,2 | 7,0  |
| 2011/2012 | Anwil Włocławek (PLK)          | 33 | 10 | 27,1 | 41,1% | 37,4% | 80,0% | 2,7 | 2,2 | 0,9 | 0,2 | 12,0 |
| 2016/2017 | Polfarmex Kutno (PLK)          | 14 | 14 | 33,1 | 35,3% | 26,4% | 73,3% | 2,9 | 2,8 | 1,2 | 0,1 | 15,9 |
| 2016/2017 | Juvecaserta Basket (Serie A)   | 11 | 3  | 23,2 | 46,3% | 50,9% | 100%  | 2,9 | 2,0 | 1,3 | 0,2 | 10,6 |
| 2017/2018 | Sigal Prisztina (Kosowo)       | 7  | 6  | 24,8 | 52,9% | 42,0% | 76,9% | 3,6 | 4,6 | 1,4 | 0,1 | 17,3 |
| 2017/2018 | ČEZ Nymburk (NBL)              | 23 | 19 | 18,3 | 51,0% | 43,5% | 69,6% | 2,3 | 2,7 | 1,5 | 0,1 | 12,2 |
| 2018/2019 | Sigal Prisztina (Kosowo)       | 24 | 24 | 29,1 | 45,5% | 35,9% | 86,0% | 4,6 | 4,8 | 2,0 | 0,1 | 22,9 |
| 2019/2020 | Sigal Prisztina (Kosowo)       | 6  | 6  | 31,1 | 30,2% | 26,1% | 95,0% | 4,7 | 5,0 | 1,2 | 0,0 | 16,8 |
| 2019/2020 | KB Peja (Kosowo)               | 8  | 8  | 30,9 | 41,4% | 37,5% | 86,7% | 4,3 | 3,6 | 0,6 | 0,1 | 21,5 |

### W rozgrywkach międzynarodowych
| Sezon     | Drużyna                           | M  | S5 | MPG  | FG%   | 3P%   | FT%    | RPG | APG | SPG | BPG | PPG  |
| --------- | --------------------------------- | -- | -- | ---- | ----- | ----- | ------ | --- | --- | --- | --- | ---- |
| 2010/2011 | Anwil Włocławek (Eurocup)         | 6  | 0  | 15,5 | 41,7% | 50,0% | 100,0% | 1,3 | 1,0 | 0,3 | 0,0 | 4,8  |
| 2013/2014 | Sigal Prisztina (BIBL)            | 18 | 9  | 31,5 | 36,3% | 28,4% | 83,6%  | 4,2 | 3,2 | 1,2 | 0,2 | 17,5 |
| 2014/2015 | Sigal Prisztina (BIBL)            | 16 | 15 | 35,1 | 41,4% | 36,6% | 86,4%  | 4,1 | 5,0 | 1,4 | 0,3 | 23,2 |
| 2015/2016 | Cibona Zagrzeb (ABA)              | 6  |    | 24,0 | 30,4% | 25,5% | 92,3%  | 2,3 | 2,0 | 0,8 | 0,5 | 8,8  |
| 2015/2016 | Sigal Prisztina (FIBA Europe Cup) | 24 |    | 35,8 | 35,0% | 31,0% | 81,8%  | 5,3 | 3,7 | 2,0 | 0,2 | 18,3 |
| 2015/2016 | Sigal Prisztina (BIBL)            | 15 | 13 | 33,7 | 42,8% | 35,5% | 80,9%  | 4,9 | 4,3 | 2,0 | 0,4 | 18,5 |
| 2017/2018 | Sigal Prisztina (Liga Mistrzów)   | 2  | 2  | 37,2 | 41,2% | 34,6% | 66,7%  | 3,5 | 4,0 | 2,0 | 0,0 | 20,5 |
| 2017/2018 | Sigal Prisztina (Europe Cup)      | 5  | 5  | 33,8 | 41,9% | 25,0% | 80,0%  | 5,0 | 3,2 | 1,2 | 0,2 | 16,6 |
| 2017/2018 | ČEZ Nymburk (Liga Mistrzów)       | 8  | 8  | 22,1 | 48,8% | 42,6% | 91,7%  | 2,6 | 2,3 | 1,0 | 0,0 | 14,1 |
| 2018/2019 | Sigal Prisztina (Liga Mistrzów)   | 2  | 2  | 26,5 | 21,7% | 18,8% | –      | 7,0 | 1,0 | 2,0 | 0,0 | 6,5  |
| 2018/2019 | Sigal Prisztina (Europe Cup)      | 14 | 14 | 35,5 | 38,2% | 30,3% | 81,5%  | 3,4 | 3,8 | 1,1 | 0,3 | 18,0 |
| 2019/2020 | Sigal Prisztina (Liga Mistrzów)   | 2  | 2  | 25,2 | 42,3% | 40,0% | 66,7%  | 1,5 | 6,0 | 2,0 | 0,0 | 16,0 |
| 2019/2020 | Sigal Prisztina (Europe Cup)      | 3  | 3  | 37,6 | 42,2% | 34,4% | 94,7%  | 1,3 | 7,3 | 1,7 | 0,0 | 27,7 |
| 2019/2020 | KB Peja (BIBL)                    | 3  | 3  | 32,7 | 37,8% | 34,6% | 88,9%  | 3,7 | 2,7 | 1,0 | 0,0 | 17,0 |